# Communauté de communes Sèvre, Maine et Goulaine
Pour les articles homonymes, voir Goulaine.
La communauté de communes Sèvre, Maine et Goulaine était une intercommunalité française, située dans le département de la Loire-Atlantique (région Pays de la Loire). Elle fut dissoute le 31 décembre 2016.
Son nom rappelle ceux des trois rivières qui traverse son territoire : la Sèvre Nantaise, la Maine et la Goulaine, qui sont toutes affluentes (ou sous-affluentes) de la Loire.

## Composition
La communauté de communes se composait de quatre communes :
| Nom                        | Code Insee | Gentilé          | Superficie (km2) | Population (dernière pop. légale) | Densité (hab./km2) |
| -------------------------- | ---------- | ---------------- | ---------------- | --------------------------------- | ------------------ |
| La Haie-Fouassière (siège) | 44070      | Hayonnais        | 11,81            | 4 511 (2014)                      | 382                |
| Château-Thébaud            | 44037      | Castelthébaldais | 17,64            | 2 959 (2014)                      | 168                |
| Haute-Goulaine             | 44071      | Goulainais       | 20,59            | 5 602 (2014)                      | 272                |
| Saint-Fiacre-sur-Maine     | 44159      | Saint-Fiacrais   | 5,97             | 1 143 (2014)                      | 191                |

## Démographie
| 2010   | 2012   | 2013   |
| ------ | ------ | ------ |
| 13 944 | 14 029 | 14 108 |

## Administration

### Liste des présidents
| Période                                  | Période                  | Identité              | Étiquette    | Qualité                                   |
| ---------------------------------------- | ------------------------ | --------------------- | ------------ | ----------------------------------------- |
| Les données manquantes sont à compléter. |                          |                       |              |                                           |
| décembre 2000                            | septembre 2008           | Jean-Claude Daubisse  | RPR puis UMP | Maire de Haute-Goulaine (1995 → 2014)     |
| septembre 2008                           | octobre 2012 (démission) | Jean-Paul Loyer       | DVD          | Maire de Château-Thébaud (2008 → 2020)    |
| octobre 2012                             | décembre 2016            | Jean-Pierre Bouillant | DVD          | Maire de La Haie-Fouassière (2001 → 2020) |

## Projet de fusion avorté
Depuis le début des années 2010, les élus locaux du Pays du Vignoble nantais envisageaient la fusion de leurs 4 communautés de communes (celle de Sèvre, Maine et Goulaine, celle de Loire-Divatte, celle de Vallet et celle de la vallée de Clisson) au sein d'une seule intercommunalité regroupant les 28 communes constitutives, dont la mise en place devait être effective au plus tard pour le 1er janvier 2014. Le 27 juin 2013, ce projet de fusion a été rejeté à la suite d'un vote des vingt-huit conseils municipaux concernés. 
En 2015, la communauté de communes de la vallée de Clisson et la communauté de communes Sèvre, Maine et Goulaine envisageaient néanmoins leur fusion avant le 1er janvier 2017 au sein d'une communauté d'agglomération. Cette fusion a été entérinée par les 16 conseils municipaux concernés (4 pour Sèvre, Maine et Goulaine et 12 pour la Vallée de Clisson) ont voté le 14 juin 2016. Cette intercommunalité portera le nom de Clisson Sèvre et Maine Agglo.